# Patrologia Latina
De Patrologia Latina is een enorme collectie van geschriften van de kerkvaders en andere kerkelijke schrijvers die tussen 1844 en 1855 werd gepubliceerd door Jacques-Paul Migne. De indices werden tussen 1862 en 1865 gepubliceerd.
Hoewel bestaand uit herdrukken van oude drukken, die vaak fouten bevatten en die niet helemaal voldoen aan de moderne normen van de wetenschap, wordt de serie, als gevolg van haar beschikbaarheid (de boeken zijn in veel wetenschappelijke bibliotheken aanwezig) en het feit dat van vele teksten geen moderne kritische edities beschikbaar zijn, nog steeds veel gebruikt door geleerden die de Middeleeuwen bestuderen. Zij is in dit opzicht vergelijkbaar met de Monumenta Germaniae Historica. Deze laatste publiceerde echter teksten met een hoger tekstkritisch gehalte en geniet derhalve de voorkeur indien de teksten in beide publicaties voorkomen. De Patrologia Latina maakt deel uit van de Patrologiae Cursus Completus, het tweede deel waarvan de  Patrologia Graeco-Latina is. Deze bestaat uit patristische en middeleeuwse Griekse werken met Latijnse vertalingen.
De hedendaagse tegenhanger van deze publicatie reeks is de zeer hoogaangeschreven Corpus Christianorum, met zijn verschillende Latijnse, Griekse en Middeleeuwse series.